# Premiership 2022-2023 (Irlanda del Nord)
La Premiership 2022-2023 è stata la 122ª edizione della massima serie del campionato nordirlandese di calcio (la 10ª sotto tale denominazione), disputata tra il 12 agosto 2022 e il 29 aprile 2023 e concluso con la vittoria del Larne, al suo primo titolo.
Capocannoniere del torneo è stato Matthew Shevlin (Coleraine), con 23 reti.

## Classifica finale

### Poule titolo e salvezza
|  | Pos. | Squadra          | Pt | G  | V  | N  | P  | GF | GS | DR  |
|  | ---- | ---------------- | -- | -- | -- | -- | -- | -- | -- | --- |
|  | 1.   | Larne            | 83 | 38 | 25 | 8  | 5  | 64 | 22 | +42 |
|  | 2.   | Linfield         | 77 | 38 | 23 | 8  | 7  | 75 | 27 | +48 |
|  | 3.   | Glentoran        | 74 | 38 | 23 | 5  | 10 | 77 | 28 | +49 |
|  | 4.   | Cliftonville     | 68 | 38 | 20 | 8  | 10 | 66 | 53 | +13 |
|  | 5.   | Crusaders        | 67 | 38 | 19 | 10 | 9  | 72 | 45 | +27 |
|  | 6.   | Coleraine        | 62 | 38 | 18 | 8  | 12 | 59 | 39 | +20 |
|  |      |                  |    |    |    |    |    |    |    |     |
|  | 7.   | Glenavon         | 52 | 38 | 14 | 10 | 14 | 58 | 61 | -3  |
|  | 8.   | Carrick Rangers  | 40 | 38 | 12 | 4  | 22 | 45 | 74 | -29 |
|  | 9.   | Ballymena Utd    | 40 | 38 | 11 | 6  | 21 | 37 | 55 | -18 |
|  | 10.  | Newry City       | 30 | 38 | 9  | 3  | 26 | 37 | 71 | -34 |
|  | 11.  | Dungannon Swifts | 30 | 38 | 9  | 3  | 26 | 28 | 84 | -56 |
|  | 12.  | Portadown        | 23 | 38 | 6  | 5  | 27 | 29 | 88 | -59 |

Legenda:
      Campione dell'Irlanda del Nord e ammessa al primo turno di qualificazione di UEFA Champions League 2023-2024
      Ammesse al primo turno di qualificazione di UEFA Europa Conference League 2023-2024
  Partecipa ai play-off
      Retrocessa in Championship 2023-2024
Regolamento:
Tre punti a vittoria, uno a pareggio, zero a sconfitta.
In caso di arrivo di due o più squadre a pari punti, la graduatoria finale verrà stilata secondo la classifica avulsa tra le squadre interessate.
La classifica avulsa è compilata sulla base dei seguenti criteri:
- Differenza reti generale
- Reti realizzate in generale
- Punti negli scontri diretti
- Differenza reti negli scontri diretti
- Sorteggio

## Spareggi

### Conference League

#### Semifinali
| Cliftonville | 2-1 | Coleraine | Belfast, 10 maggio 2023 |  |  |  |  |
| Glentoran    | 5-0 | Glenavon  | Belfast, 10 maggio 2023 |  |  |  |  |
|              |     |           |                         |  |  |  |  |

#### Finale
|           | Risultati |              | Luogo e data            |
| --------- | --------- | ------------ | ----------------------- |
| Glentoran | 2-0       | Cliftonville | Belfast, 13 maggio 2023 |
|           |           |              |                         |

### Play-off
| Annagh United    | 2-1 | Dungannon Swifts | Portadown, 30 maggio 2023 |  |  |  |  |
| Dungannon Swifts | 2-0 | Annagh United    | Dungannon, 1º giugno 2023 |  |  |  |  |
|                  |     |                  |                           |  |  |  |  |

## Statistiche

### Individuali

#### Classifica marcatori
Fonte:
| Gol |  |  | Giocatore           | Squadra      |
| --- |  |  | ------------------- | ------------ |
| 23  |  |  | Matthew Shevlin     | Coleraine    |
| 19  |  |  | Matthew Fitzpatrick | Glenavon     |
| 18  |  |  | Ronan Hale          | Cliftonville |
| 17  |  |  | Eetu Vertainen      | Linfield     |
| 17  |  |  | Philip Lowry        | Crusaders    |
| 15  |  |  | Lee Bonis           | Larne        |
| 14  |  |  | Ryan Curran         | Cliftonville |
| 13  |  |  | Paul O'Neill        | Larne        |
| 12  |  |  | Jay Connelly        | Glentoran    |
| 12  |  |  | Joel Cooper         | Linfield     |